# 三波川
三波川（さんばがわ）は、群馬県藤岡市三波川を流れる利根川水系の一級河川である。

## 地理
流域は全域が群馬県藤岡市に含まれる。東御荷鉾山の東麓に源を発し、東流する。東御荷鉾山から伸びる二つの尾根からの水を集め、下久保ダムの調整ダムである神水ダムの堰堤直下で神流川と合流する。
上流部は主に山林であり、スギの人工林と落葉広葉樹林からなる。主に深い渓谷からなり、妹ヶ谷不動の滝を始め、落差数m程度の滝がみられる。所々やや平坦になり、数戸〜十数戸程度の集落と畑地が開ける。
桜山の登口のあたりから中流部となる。中流部から下流部では、河川自体は深い渓谷の下を流れる。周辺の植生は杉林、落葉広葉樹林に加え、照葉樹林がみられるようになる。崖の上は比較的平坦に広がるようになり、畑地やみかんの果樹園として利用され、一部に水田もみられるようになる。また、親水公園として小平河川公園が整備され、水遊びやバーベキューを楽しむことができる。
三波川は白亜紀の海底堆積物が変成作用を受けた三波川変成帯の模式地となっており、緑色の変成岩である三波石を産出する。昭和中頃まで庭石として採取されたため、河川環境が破壊された。1993年（平成5年）以降三波川に石を戻す会の手により石が戻され、徐々にヤマメなどが棲息する環境が回復しつつある。

## 流域の歴史
- 古墳時代
  - 神流川との合流点左岸、および流域の上ノ山台地の上にそれぞれ古墳が築かれる。
- 平安時代
  - 三波川流域を含む奥多野や神流川の対岸、城峯山周辺に平将門の乱に関係する伝承が多く残る。
- 江戸時代
  - 1656年（明暦2年）：三波川村および近隣の譲原村、武蔵国渡瀬村に潜伏する隠れキリシタンが捕らえられる。
- 明治
  - この頃、杉の植林による林業が盛んになる。
  - 1879年（明治12年）：小藤文次郎が一帯を調査。1888年に紅簾石片岩についての論文を発表。三波川変成帯の模式地となる。
  - 1908年（明治41年）：流域の虚空蔵山に桜を植樹。以後、桜山と呼ばれるようになる。
- 昭和
  - 1954年（昭和29年）：三波川村が美原村とともに鬼石町と合併。
  - 昭和20年代〜30年代前半ごろ、三波川より鬼石町上ノ山台地に用水路が引かれ、台地の上に水田が開墾される。
  - 昭和30年代ごろまで、三波川より三波石が採取される。その後河川からの直接採取は禁止されたが、以後、三波石の庭石販売が鬼石町の基幹産業となる。
- 平成
  - 1993年（平成5年）：三波川に石を戻す会が活動開始。三波川に石を戻す運動が始まる。

## 周辺
- 桜山 - 日本さくら名所100選の一つ。
- 御荷鉾山 - 三波川の奥、妹ヶ谷不動尊が登山道の登り口となる。
- 三波石峡 - 三波石峡自体は神流川にある。
- 八塩温泉

## 画像ギャラリー

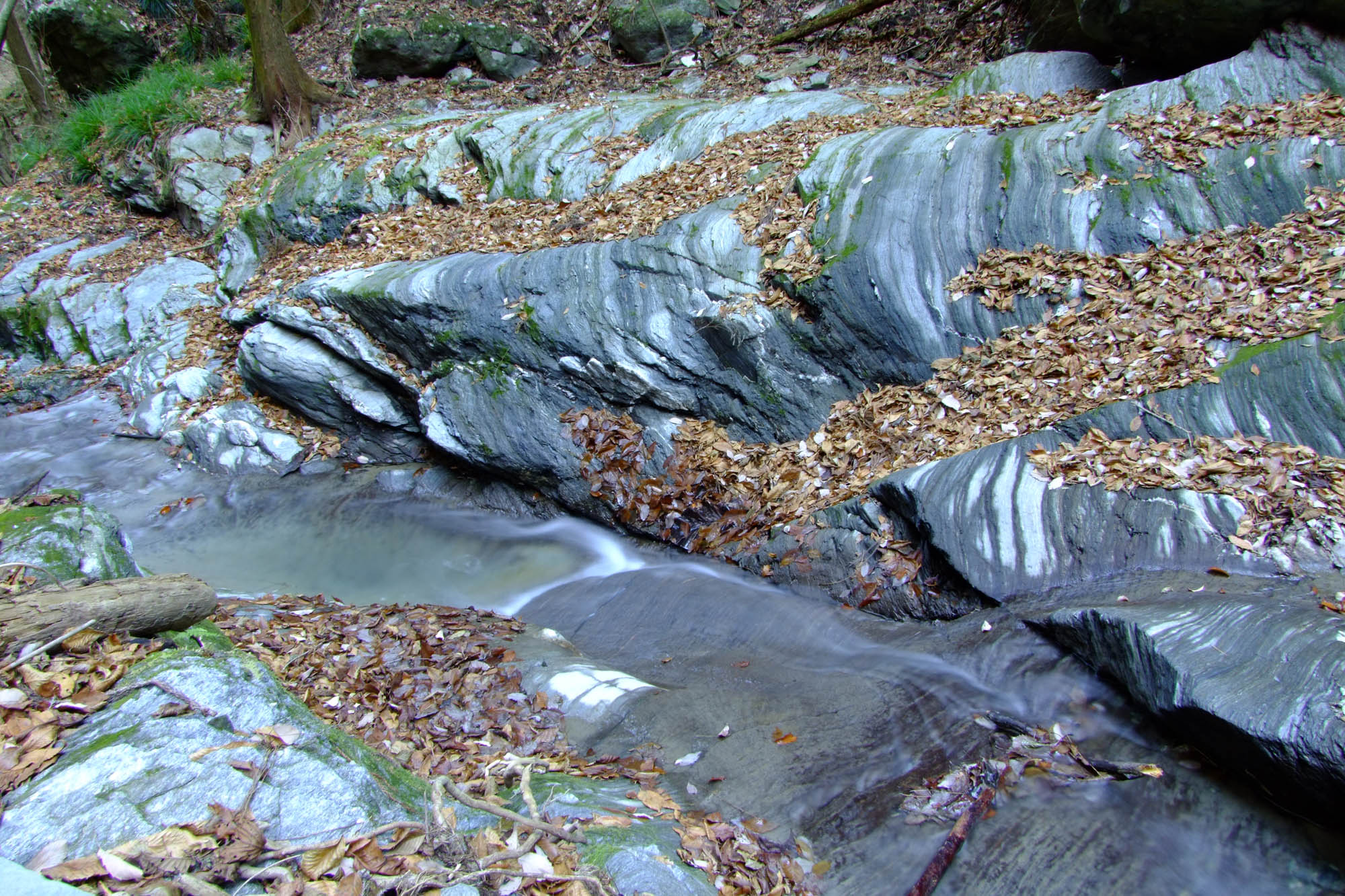
三波川上流。三波石の露頭。
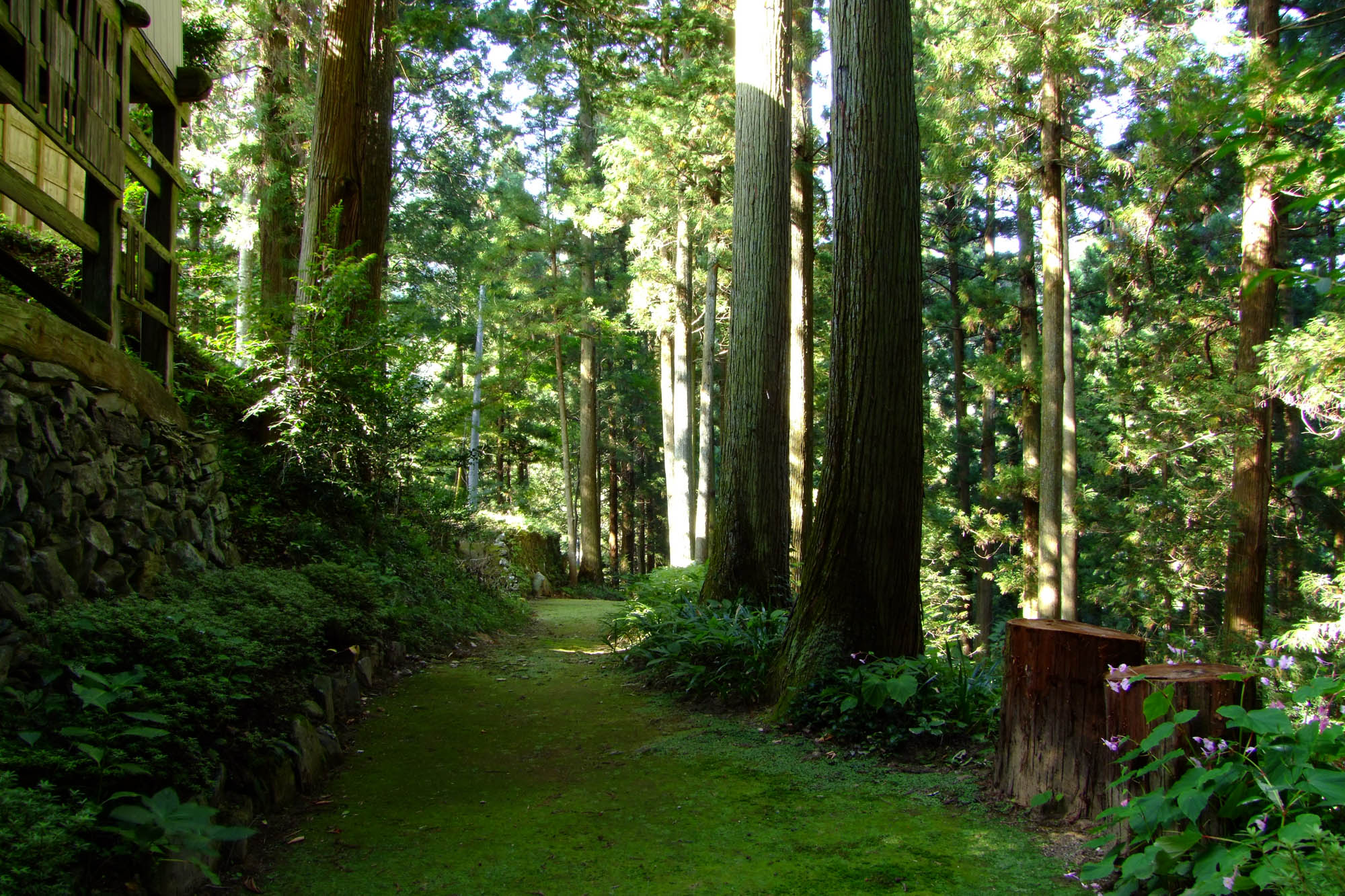
三波川上流の杉林（妹ヶ谷不動尊）。
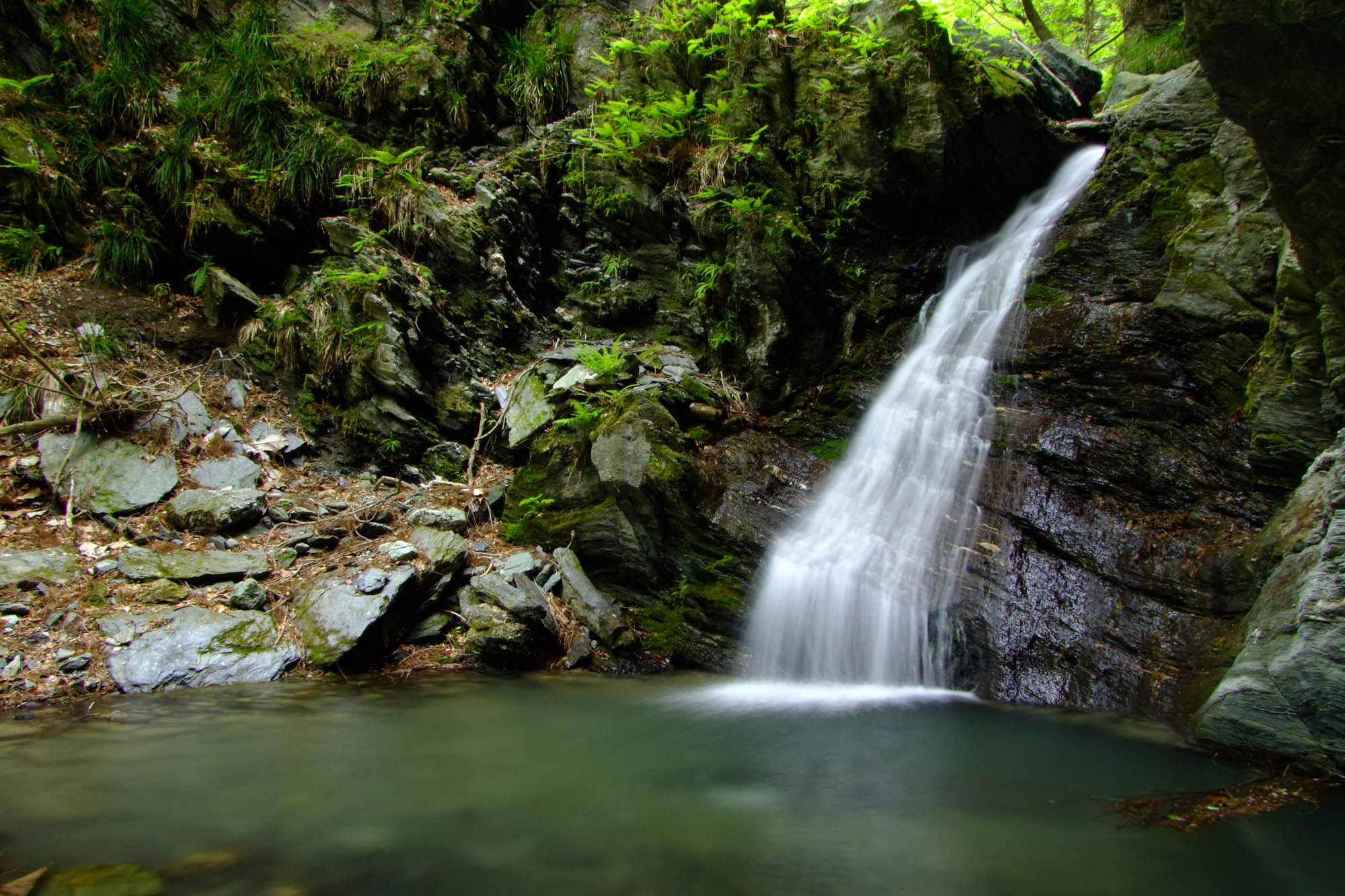
妹ヶ谷不動の滝
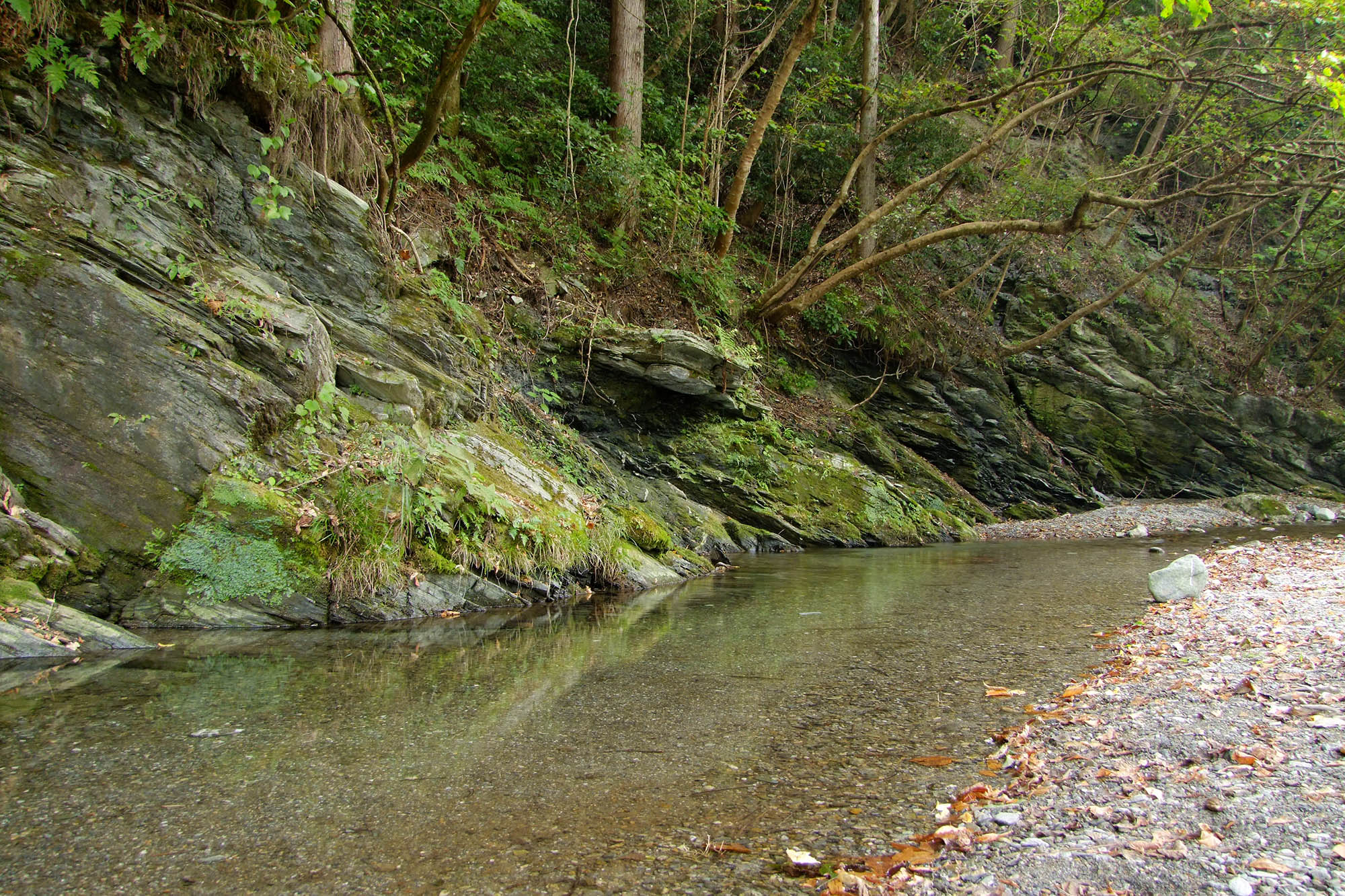
三波川下流部。
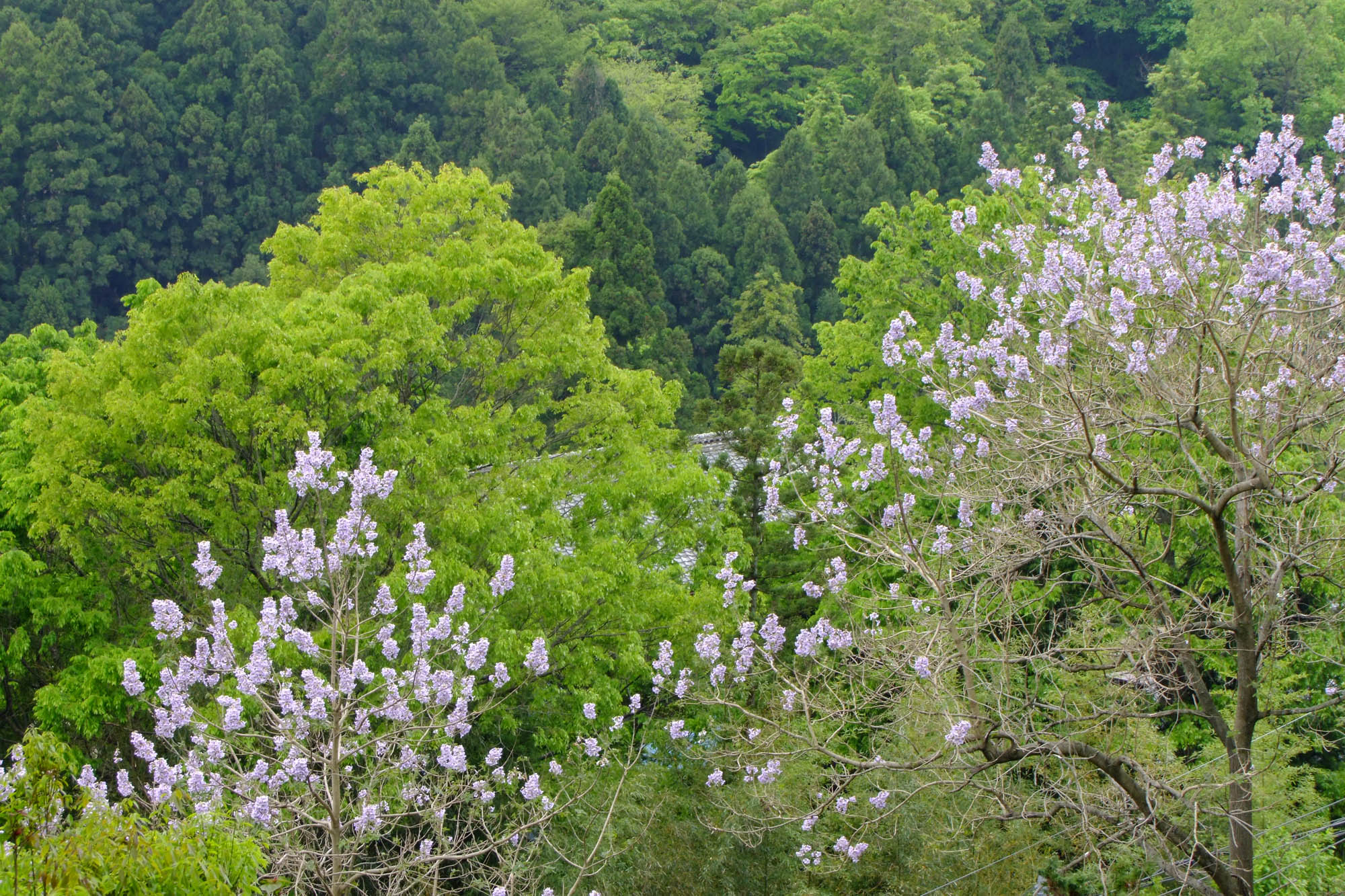
三波川下流部の森。